# Duiqiaoxiang (ort i Kina, Jiangxi Sheng, lat 28,05, long 116,90)
Duiqiaoxiang är en ort i Kina. Den ligger i provinsen Jiangxi, i den sydöstra delen av landet, omkring 120 kilometer sydost om provinshuvudstaden Nanchang. Antalet invånare är 17 362. Befolkningen består av 8 408 kvinnor och 8 954 män. Barn under 15 år utgör 22,0 %, vuxna 15-64 år 71 %, och äldre över 65 år 6,0 %.
Runt Duiqiaoxiang är det ganska tätbefolkat, med 192 invånare per kvadratkilometer. Närmaste större samhälle är Yujiangxian, 19,1 km norr om Duiqiaoxiang. I omgivningarna runt Duiqiaoxiang växer huvudsakligen savannskog.
Genomsnittlig årsnederbörd är 2 491 millimeter. Den regnigaste månaden är juni, med i genomsnitt 454 mm nederbörd, och den torraste är oktober, med 26 mm nederbörd.